# Jan II van Arkel (1035-1077)
Jan II van Arkel (voor 1035 - IJsselmonde, 7 januari 1077
) was (leen)heer van Arkel en Heukelum uit het eerste huis Arkel.
Hij was een zoon van Jan I van Arkel en Elisabeth van Cuijk. Jan II huwde met Margaretha van Altena. Tijdens Jan II's regeerperiode stichtte hij een kerk te Spijk en ook in Dalem. Trok in 1076, met Robrecht de Vries en diens schoonzoon Dirk V van Holland, op tegen Koenraad, de Bisschop van Utrecht, en hielp het slot te IJsselmonde belegeren. Hij kwam om het leven bij die opstand bij IJsselmonde, mogelijk kon dit ook de Slag bij IJsselmonde zijn geweest, zijn zoon Jan III van Arkel volgde hem op.